# TAI T-625
El TAI T-625 es un helicóptero bimotor de tamaño medio desarrollado por Turkish Aerospace Industries. La subsecretaría para industrias de defensa de Turquía planea ofrecer la nueva plataforma a las Fuerzas Armadas de Turquía y a naciones cooperantes.

## Diseño y desarrollo
TAI inició los estudios preliminares de diseño en 2010. El proyecto comenzó en 2013 cuando la subsecretaría de industrias de defensa firmó un contrato con Turkish Aerospace Industries para desarrollar un helicóptero multiusos de 6 toneladas para operaciones terrestres. Alp Aviation es el responsable de la producción y el montaje del tren de aterrizaje, la caja de cambios y los componentes dinámicos, mientras que la española CESA fue seleccionada para suministrar los sistemas hidráulicos.
Se espera que el T625 pese 5 toneladas y, provisionalmente, será propulsado por dos motores LHTEC CTS800. Los motores LHTEC CTS800 fueron elegidos debido a los puntos en común con el TAI/AgustaWestland T129 pero TUSAS Engine Industries, una compañía turca de diseño y producción de motores aeronáuticos, ha comenzado a desarrollar una planta motriz autóctona de próxima generación para el T-625, llamada TS1400.
El 6 de septiembre de 2018 el prototipo, registrado TC-HLP, voló por primera vez en Ankara.

## Especificaciones

### Características generales
- Tripulación: 2 pilotos[8][11]
- Capacidad: 12 pasajeros
- Longitud: 15,87 m
- Diámetro rotor principal: 13,20 m
- Peso máximo al despegue: 6050 kg (13 334,2 lb)
- Planta motriz: 2× turboeje LHTEC-CTS800·4A.
  - Potencia: 1,373 hp cada uno.

### Rendimiento
- Velocidad máxima operativa (Vno): 306 km/h (190 MPH; 165 kt)
- Velocidad crucero (Vc): 150 km/h (93 MPH; 81 kt)
- Alcance: 740 km (400 nmi; 460 mi)
- Techo de vuelo: 6096 m (20 000 ft)

### Aviónica
La presidencia turca para industrias de defensa confirmó que obtuvo una multitud de patentes para varios subsistemas utilizados en el TAI T-625.

### Aeronaves similares
- Sikorsky S-76
- AgustaWestland AW139
- Airbus Helicopters H155
- Kamov Ka-60
- Harbin Z-9